# Knírač velký
Knírač velký (anglicky: Giant Schnauzer, německy: Riesenschnauzer) je velké psí plemeno původem z Německa. Je největší a zároveň nejmladší ze všech tří velikostních typů kníračů (knírač velký, střední a malý). Obecně se rozlišují dva podtypy a to dle zbarvení; pepř a sůl nebo černá. Plemeno bylo vyšlechtěno ve druhé polovině 19. století v Německu, konkrétně v regionech Bavorsko a Württembersko. Původním využitím těchto psů bylo nahánění dobytka nebo ovcí, avšak v současné době se již k těmto účelům nevyužívají; nahradila je modernější plemena, například border kolie. Místo toho jsou ale vhodní rodinní společníci nebo pracovní psi, které využívají i ochranné složky.
Knírači velcí jsou silní a kvadraticky stavění s podsaditou postavou. Kohoutková výška u psů i fen se pohybuje mezi 60 až 70 cm. Hmotnost od 35 do 47 kg. Srst je drátovitá, na dotek tvrdá a hrubá. Na tlamě se tvoří vous, který je pro plemeno typický.
Jsou to hraví a veselí psi vynikající především intelektem a inteligencí. Knírači jsou samostatní, podnikaví a aktivní, mohou se však chovat i svéhlavě. Dobře vycházejí s dětmi a při nezanedbání socializace se dobře snášejí i s domácími a hospodářskými zvířaty.
Plemeno je uznáno pouze Mezinárodní kynologickou federací (FCI). American Kennel Club (AKC) uznává knírače středního (dokonce od roku 1904) i knírače velkého (od roku 1930). United Kennel Club (UKC) plemeno neuznává vůbec. Oficiální standard plemene má číslo 181.

## Historie

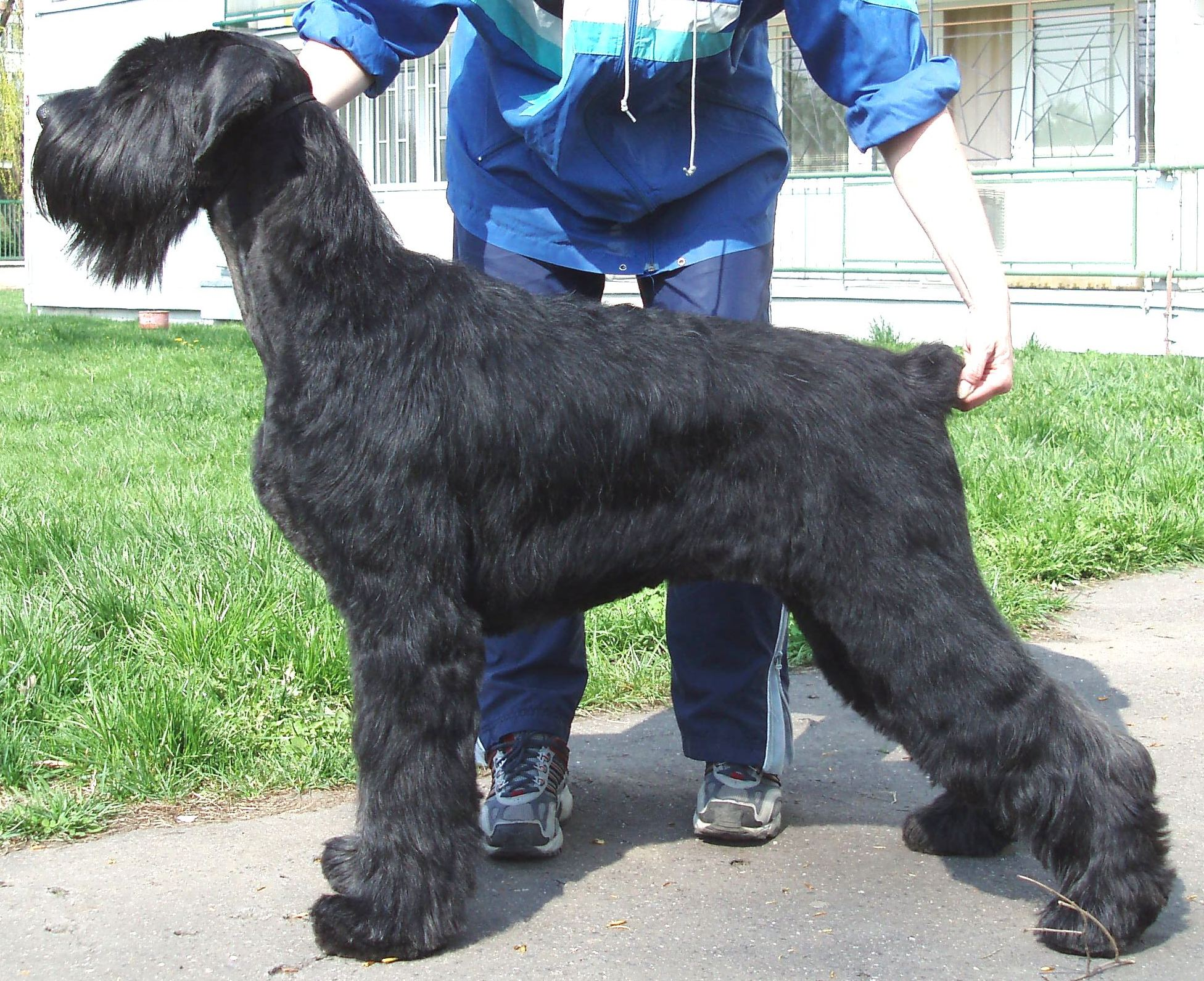
Výstavní postoj

Plemeno vznikalo ve druhé polovině 19. století v německých regionech Bavorsko a Württembersko jako poslední ze všech velikostních variant kníračů. Jeho původ nelze jednoznačně určit, protože písemných dokument o křížení se dochovalo jen málo. Proto je období do roku 1895, kdy byly založeny plemenné knihy, obdobím pouhých dohadů. První možná zmínka o kníračích velkých pochází pravděpodobně z roku 1850. Z toho roku pochází obraz císařovny Alžběty, lépe známé pod jménem Sissi, kdy u jejích nohou leží velký černý pes.
Samotní předci kníračů velkých, velcí hrubosrstí psi využívaní jako pastevci, se poprvé v Německu začali objevovat již v 15. století. I výslední kříženci byli využíváni k nahánění dobytka. Na přelomu 19. a 20. století byl pes typu velkého knírače nepostradatelnou součástí všech podniků Německa, od pivovarů až po řeznictví, kde hlídali jak výrobky, tak samotného člověka. Roku 1907 vznikl první chovatelský klub; Der Bayerische Shnauzer Klub. Následně se roku 1909 na výstavě psů, konkrétně v Mnichově, objevil i první velký knírač, avšak tehdy ještě pod názvem ruský medvědí knírač. Toto označení pravděpodobně vzniklo na základě toho, že předci kníračů velkých byli kříženi s černými ruskými teriéry. Při dalším kříženi byla mimo jiné využita i plemena dobrman, rotvajler, německý boxer nebo flanderský bouvier. Existovalo mnoho označení pro současné velké knírače, například medvědí knírač, ruský knírač, mnichovský knírač, velký mnichovský knírač... Mezi nejznámější a nejpřínosnějších chovatele té doby patřili  doktor Calaminus s chovatelskou stanicí Kinzigtal a chovatel a kynolog Kluftinger. Otcem prvního registrovaného vrhu byl Roland von Rolandsheim. Ten patří mezi jedny z prvních registrovaných velkých kníračů. Mezi další významné příslušníky plemene patřili Bazi von Wetterstein nebo Schuft von Wetterstein.
Během světových válek byla péče o velkého psa náročná, proto populace psů značně klesla. Mimo jiné se ale knírači velcí v armádě využívali k různým účelům. Plemeno se ale udrželo. K prvnímu označení kníračů velkých jako pracovních psů došlo díky výcvikáři policejních psů Grüneheidenovi. Ten si všiml jejich povahových i fyzických vlastností a pokoušel se o rozšíření povědomí o plemeni. Již roku 1925 byl knírač velký zařazen mezi prvního oficiálně pracovní plemena určená k všestrannému výcviku. Právě v té době se první velcí knírači dostali i do Spojených států, avšak příliš se neuchytili. V Česku byl první chovatelský spolek založen o několik let později, roku 1929, pod názvem Chovatelský spolek kníračů. Tomuto plemeni se říkalo různě, malý hrubosrstý pinč, schnauzer nebo malý stájový pinč, označení „knírač“ navrhl a prosazoval až český kynolog Hrůza. V současné době plemeno v Česku zastřešuje pouze jediný klub a to Klub chovatelů kníračů České republiky.
V současné době se knírači velcí využívají především jako společníci do rodin. Taktéž je možné věnovat se s nimi sportovní kynologii nebo psím sportům, jako je agility, tanec se psem nebo dogfrisbee. Taktéž se jedná o pracovní plemeno, které využívají ochranné složky nejen České republiky. Mezi známé představitele kníračů patřila Ďula, fenka středního knírače zbarvení pepř a sůl patřící Václavu a Olze Havlovým.

### Vznik slova knírač
Označení „knírač“ se poprvé začalo hojně objevovat na začátku 19. století, avšak před touto dobou ještě příliš známo nebylo. Například H. G. Reichenbach se ve své publikaci Der Hund vydané v roce 1836 nezmiňuje o žádném takovém označení. Již roku 1842 tento název ale použil spisovatel Jeremius Gotthalf.

### Hladkosrstá varianta
Ve 20. století byli někteří velcí knírači kříženi s německými dogami, tedy molossoidními hladkosrstými psy. Následky tohoto křížení byly patrné ještě dlouhou dobu po jeho skončení a to například hladkosrstými jedinci. Nejednalo se o celé vrhy štěňat, hladkou srst měla například jen dvě nebo tři štěňata z vrhu. V současné době je hladkosrstý velký knírač nepřípustný; je požadována hrubá srst.

## Vzhled

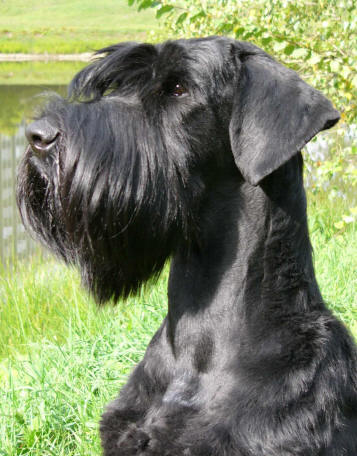
Hlava nekupírovaného velkého knírače

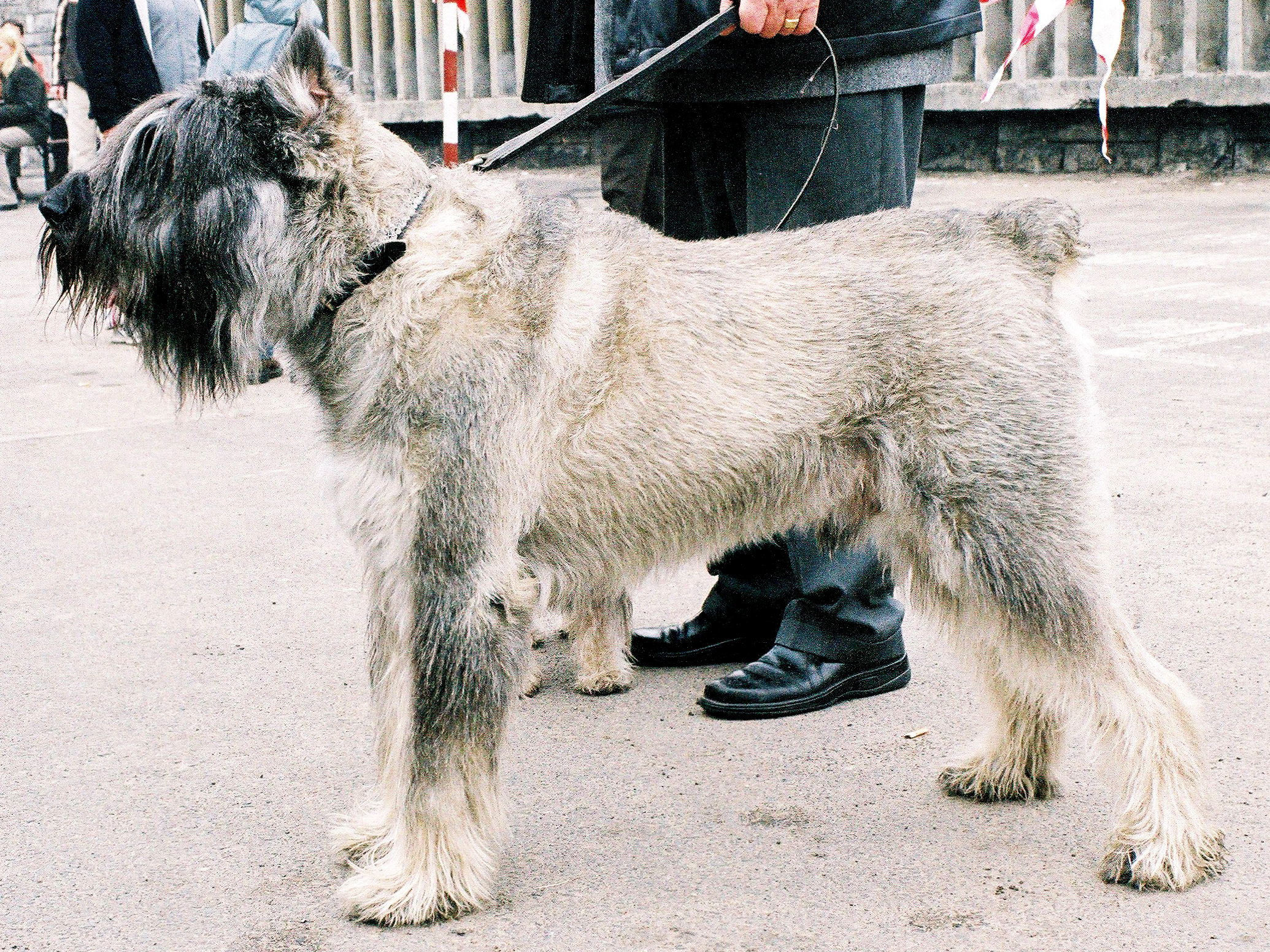
Velký knírač se zbarvením pepř a sůl

Knírač velký je silný, velký a kvadraticky stavěné psí plemeno podsadité postavy. Kohoutková výška u psů i fen se pohybuje od 60 do 70 cm. Hmotnost se pohybuje od 35 do 47 kg. Srst velkých kníračů je drátovitá, na dotek tvrdá a hrubá. Pouze na nohou může být srst na dotek jemnější. Má hustou podsadu. Na tlamě se tvoří vous, který je pro plemeno typický. Výrazné je i obočí. Možná zbarvení jsou pouze dvě; jednolitá černá nebo pepř a sůl. Součástí zbarvení pepř a sůl musí být i tmavá maska na obličeji, samotný odstín šedé na těle není standardem dán. Psi se zbarvení pepř a sůl dosahují ideálního rozprostření barev až po třetím línání.
Lebka silná, poměrně dlouhá, čelo ploché. Stop je výrazný. Uši jsou středně velké, ve tvaru písmene V. Kupírování uší je v Česku zákonem zakázané a trestné, avšak v některých evropských zemích je tento lékařský zákrok povolen. Stejně se zákoník v Česku staví i ke kupírování uší v případě, že žalovaný se hájí tím, že uši byli kupírovány ze zdravotních důvodů. Podle znaleckého posudku českého veterináře Jaroslava Konráda ani neexistuje onemocnění či úraz, který by se dal léčit kupírováním uší. Nekupírované uši jsou polovztyčené nebo úplně přiléhají k hlavě. Oči velkých kníračů jsou středně velké, oválného tvaru s hnědými duhovkami. Výraz je živý a bystrý. Nosní houba má dobře otevřené nozdry a je zbarvena černě. Skus velkých kníračů musí být nůžkový, povolen není jakýkoliv jiný včetně klešťového. Pysky černé, přiléhající k čelistem. Krk silný, široký, harmonicky přechází ve hřbet. Na krku není lalok a kůže neodstává. Hřbet poměrně krátký, silný. Záď je lehce zaoblená. Ocas je středně vysoko posazený. Přirozeně je dlouhý, šavlovitého tvaru, avšak jeho kupírování je oblíbené a také zákonné i v Česku. Nohy jsou poměrně dlouhé, dobře osvalené. Pánevní končetiny jsou při pohledu ze strany položeny šikmo. Tlapky jsou kulatého tvaru s krátkými prsty a černými drápy. Pohyb pružný, elegantní.

### Podobná plemena
Knírače velkého je možné snadno zaměnit například s ruským teriérem, kterému se též říká černý teriér a který je také předkem moderního velkého knírače. Velký knírač může mít zbarvení pepř a sůl, zatímco ruští teriéři jsou pouze jednolitě černí. Černý teriér také velikostí černého knírače převyšuje o několik centimetrů, ale mimoto je těžké tato dvě plemena rozeznat. Další plemeno podobné velkému knírači je flanderský bouvier, který má ale mírně delší srst a více variací zbarvení. Obě plemena jsou typická svým vousem.

## Povaha

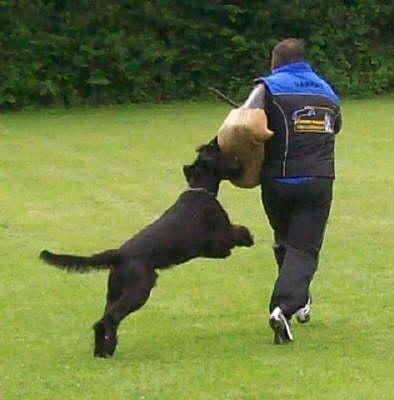
Pes při zákusu

Knírači velcí jsou hraví a veselí psi, vynikající především svým intelektem a inteligencí. Mimo jiné jsou známí i díky pubertě, kterou prožívají oproti jiným psím plemenům obzvláště bouřlivě. Knírači jsou samostatní, podnikaví a aktivní, mohou se však chovat i svéhlavě. Jsou vhodní k dětem, vůči kterým se chovají přátelsky a laskavě. I jejich hry ochotně snáší. Jsou přítulní a energičtí. Upínají se především k jednomu členu rodiny. Odloučení snášejí špatně a může se u nich projevovat až separační úzkost, která se projevuje štěkáním nebo okusováním předmětů v době, kdy majitel není se svým psem. Léčba je poměrně obtížná a náročná na čas. Většina velkých kníračů má vyvinutý lovecký pud, avšak s hospodářskými nebo jinými domácími zvířaty, nicméně, záleží na výchově a vedení. Na rozdíl od jiných plemen pinčů, knírači nevyvolávají šarvátky s ostatními psy, nenechají si ale ani líbit přílišnou dominanci jiných psů. Vůči cizím lidem jsou nedůvěřiví, avšak nikoliv agresivní, nebo bázliví.
Knírači se hodí i do rodin s dětmi, avšak pouze v případě, že jim bude poskytnut dostatek pohybu a zaměstnání. To samé platí i v případě, že si knírače pořídí starší lidé; v tom případě je vhodnější knírač malý, který nemá tak velké nároky na pohyb a je pro starší lidi vhodnější i velikostně.

## Péče a chov
Knírač velký je pes poměrně náročný na čas, především co se jeho srsti týče. Potřebuje ale i mnoho pohybu a zaměstnání.
Srst se třikrát až čtyřikrát do roka trimuje, tedy vytrhává. Při trimování se srst vyškubává pomocí trimovacího nože ve směru růstu a srst se nesmí nožem pouze přeřezávat. Trimování ve většině případů začíná na krku a postupuje se přes hřbet směrem dolů. Citlivější místa, například líce, vnitřek uší, okolí genitálií, je vhodné stříhat nebo použít pemzu. Štěňata se trimují nejdříve od věku šesti měsíců, skutečné vytrhávání srsti je ale vhodné začít praktikovat až po prvním roce života. Samotná štěňata se nesmí mýt šamponem a mytí vodou je též vhodnější omezit a to i v dospělém věku. Mimo trimování je vhodné srst jedenkrát týdně pročesávat. Důležitá je i péče o dlouhý vous, který se musí udržovat v suchu a čistotě.
Velkého knírače lze celoročně chovat venku. Přizpůsobí se i městu, avšak pouze pokud má dostatek pohybu. Vyhovuje mu jakýkoliv druh pohybu, od psích sportů, například agility, až po horské túry. Je vhodný i pro sportovní kynologii, včetně stopování.
Knírač má nároky na výživu srovnatelné s jinými psími plemeny a nevyžaduje speciální výživu. Nemá sklony k obezitě, jako například labradorští retrívři. Pro velkého knírače je důležité vybrat krmivo, které mu bude odpovídat, tedy krmivo pro velké psy. Též štěňata by měla dostávat krmivo určené pro štěňata velkých plemen.

### Uchovnění
Pro možnost účasti na bonitaci musí být velkému knírači nejméně 18 měsíců. Další podmínkou je jedna výstava pořádaná chovatelským klubem, kde musí pes nebo fena získat ocenění velmi dobrý, nebo lépe, výborný. Velcí knírači se mohou účastnit i výkonnostních bonitací, kde se hodnotí pouze práce a nikoliv vzhled, avšak tato zkouška je nepovinná.

## Zdraví

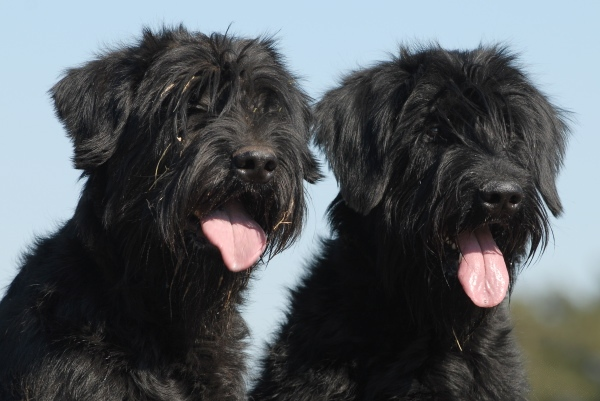
Dva jedinci černého zbarvení

Knírači jsou poměrně zdraví psi, avšak existuje několik zdravotních problémů, které se u nich opakují. Tím nejzásadnějším je dysplazie kyčelního kloubu, na kterou jsou chovní jedinci testováni již od roku 1970, ale též dysplazie loketního kloubu. Těmito dvěma onemocněními často trpí všechna větší a těžká plemena, počínaje německými ovčáky a labradorskými retrívry. Dysplazie se ve většině případů řeší léky s přídavkem glukosaminu, nebo operativně. Při bolesti kloubů, ať už je způsobena artritidou nebo jinými problémy, se běžně předepisuje aspirin. Pomáhají i teplé obklady nebo tzv. hydroterapie. Při ní je pes ponořen do kádě s vodou, na jejímž dně je běžící pás. Při pohybu ve vodě netlačí na klouby taková síla a pes proto necítí bolest. Hydroterapie pomáhá také pro zlepšení činnosti srdce. Někteří knírači také trpí alergiemi na šampóny, což se, ve většině případů, projevuje vyrážkou na kůži. Kvůli hustému obočí mohou knírači také trpět šedými zákaly nebo jinými očními problémy. U černě zbarvených psů je větší pravděpodobnost rakoviny kůže, kterou naopak psi zbarvení pepř a sůl trpí jen vzácně. Mezi nejčastější příčiny úmrtí kníračů velkých patří rakovina jater nebo selhání srdce. Nebezpečí hrozí též v podobě torze žaludku, které lze předejít tím, že pes bude mít po krmení klid. U všech kníračů hrozí nebezpečí Willebrandovy choroby (zvaná též Von Willebrandova nemoc): onemocnění způsobující špatnou srážlivost krve. Dlouhý vous se musí udržovat v čistotě, aby nezpůsoboval vyrážku či jiné kožní problémy. Prevencí je podávání suchého krmiva a sušení vousu po koupelích. Knírači patří též mezi psy, u kterých bývá pozorována vrozená hluchota. Testy vrozené hluchoty se provádějí pomocí tzv. audiometrického vyšetření.
Psi se, s dobrou péčí, dožívají běžně mezi 12 až 14 lety.